# 13 Colourful Character
„13 Colourful Character“ е тринадесетият студиен албум на японската група Morning Musume издаден на 12 септември 2012 година от Zetima Records.

## Списък с песните
1. „One Two Three“ – 4:28
2. „What's Up? Ai wa Dō na no yo~“ (What's Up? 愛はどうなのよ～, „What's Up? What about Love?“) – 5:22
3. „Be Alive“ – 5:32
4. „Lalala no Pipipi“ (ラララのピピピ, „Lalala and Pipipi“) (изпълнена от Саюми Мичишиге) – 4:45
5. „Dokkān Capriccio“ (ドッカ～ン カプリッチオ, „Bang Capriccio“) – 3:12
6. „The Matenrō Show“ (The 摩天楼ショー, „The Skyscraper Show“) – 5:19
7. „Zero kara Hajimaru Seishun“ (ゼロから始まる青春, „Youth That Starts from Nothing“) – 5:09
8. „Ren'ai Hunter“ (恋愛ハンター, „Love Hunter“) – 4:45
9. „Chikyū ga Naiteiru“ (地球が泣いている, „The Earth is Crying“) – 5:15
10. „Namida Hitoshizuku“ (涙一滴, „A Teardrop“) (изпълнена от Рейна Танака) – 3:16
11. „Waratte! You“ (笑って！ＹＯＵ, „Smile! You“) (изпълнена от девето и десето поколение) – 4:28
12. „Pyoco Pyoco Ultra“ (ピョコピョコ ウルトラ, „Bouncy Bouncy Ultra“ или „Peep Peep Ultra“) – 4:57